# Márton Balázs
Márton Balázs (n. 17 iulie 1929, Lueta, pe atunci în județul Odorhei, d. 13 aprilie 2016, Cluj-Napoca) a fost un matematician maghiar din Transilvania, profesor universitar, tatăl matematicianului și informaticianului Márton Ernő Balázs.

## Viața și cariera
A urmat învățământul liceal la Odorheiu Secuiesc. După bacalaureat s-a înscris la Universitatea Bolyai din Cluj, unde a urmat specialitatea matematică-fizică. După absolvire și-a început cariera profesională la catedra de fizică din cadrul Universității Bolyai, devenită ulterior Universitatea Babeș-Bolyai. Cu începere din 1972 a devenit conferențiar universitar, mai apoi profesor. Între 1990-1992 a deținut funcția de prodecan. S-a retras din activitate în 1994.
Lucrările sale științifice se încadrează în domeniul analiză și analiză numerică (rezolvarea ecuațiilor în spații abstracte). A publicat lucrări științifice în reviste interne și internaționale în mai multe limbi: română, engleză, franceză.  Este autorul mai multor cursuri universitare, cărți și manuale.

## Operele sale (selecție)

### Activitate științifică
- Analiza matematică. Kolumbán József. Cluj-Napoca, Editura Dacia, 1978 p. 535. (Ediție Română-maghiară).

### Monografii
- Balázs Márton, Szenkovits Ferenc: Activitatea știintifică a matematicienilor, astronomilor și informaticienilor maghiari din Transilvania în perioada 1945–1990. Műszaki Szemle 37 (Historia Scientiarum 4), (2007), 22–37.

### Manuale de matematică traduse din română în maghiară
- Bota Dumitru - Stoian Ion - Grigore Ion - Grigore Ion - Oprean Miron: Matematică II. Manual de liceu pentru anul II (licee cu profil umanist). / Matematika. Tankönyv a líceumok II. évfolyam számára (humán tagozat). Tradus de: Balázs Márton si Orbán Béla. București: Editura Didactică și Pedagogică, 1972, 244 p.
- Dinculescu Nicolae - Radu Eugen: Elementele de analiză matematică. Manual de liceu pentru anul III, (pentru sectia reala)./ A matematikai analízis elemei. Tankönyv a líceumok III. évfolyam számára (reál tagozat). Tradus de: Balázs Márton. București: Editura Didactică și Pedagogică, 1973, (Intreprinderea Poligrafică, Cluj) 352 p.
- Hollinger Alexander - Georgescu-Buzău Eremia:  Elementele de algebră superioară. Manual de liceu pentru anul IV (licee cu profil real) / A felsőbb algebra elemei. Tankönyv a líceumok IV. évfolyam számára (reál tagozat). Tradus de: Balázs Márton. București: Editura Didactică și Pedagogică, 1973, (Intreprinderea Poligrafică, Cluj) 255 p.
- Iacob Caius: Elementele de analiză matematică. Manual pentru anul IV (licee cu profil real)/ A matematikai analízis elemei. Tankönyv a líceumok IV. évfolyam számára (reál tagozat). Tradus de: Balázs Márton. București: Editura Didactică și Pedagogică, 1973, (Intreprinderea Poligrafică, Cluj) 152 p.
- Radu Eugen: Elementele de algebră superioara. Manual pentru anul III liceu. / A felsőbb algebra elemei. Tankönyv a líceumok III. évfolyam számára. Tradus de: Balázs Márton. București: Editura Didactică și Pedagogică, 1973, (Intreprinderea Poligrafică, Cluj) 104 p.
- Stamate Ion - Stoian Ion: Exercitii de algebra pentru liceu. / Algebra példatár. Líceumok számára. Tradus de: Balázs Márton. București: Editura Didactică și Pedagogică, 1973, (Intreprinderea Poligrafică, Cluj) 375 p.
- Bogdanof Zlate - Georgescu-Buzău Eremia - Panaitopol L.: Algebra. Manual de liceu pentru anul I. / Algebra. Tankönyv a líceumok I. évfolyam számára. Tradus de: dr. Balázs Márton si dr. Virág Imre. București: Editura Didactică și Pedagogică, 1973, (Intreprinderea Poligrafică, Cluj) 224 p.
- Bogdanof Zlate - Georgescu-Buzău Eremia - Panaitopol L.: Algebra. Manual de liceu pentru anul II. (licee cu profil real) / Algebra. Tankönyv a líceumok II. évfolyam számára (reál tagozat). Tradus de: dr. Balázs Márton. București: Editura Didactică și Pedagogică, 1973, (Intreprinderea Poligrafică, Cluj) 196 p.

## Membru în asociații profesionale
- Fundația de matematică Radó Ferenc (președinte, 1994)

## Activitate științifică
- M., Balázs, On the approximate solution of certain operatorial equations. Anal. Numér. Théor. Approx. 18 (1989) no. 2, 105-110.
- M., Balázs, G. Goldner, On the approximate solution of operator equations in Hilbert space by a Steffensen-type method. Anal. Numér. Théor. Approx. 17 (1988) no. 1, 19-23.
- M., Balázs, On a method for approximate solving of non-linear operational equations. Anal. Numér. Théor. Approx. 15 (1986) no. 2, 105-110.
- M., Balázs, On a method of third order in Fréchet spaces. Anal. Numér. Théor. Approx. 12 (1983) no. 1, 5-10.
- M., Balázs, On the paper "A note on the convergence of Steffensen's method". Anal. Numér. Théor. Approx. 11 (1982) nos. 1-2, 5-6.
- M., Balázs, I, Fabian, On a method for solving the decision problem. Anal. Numér. Théor. Approx. 10 (1981) no. 2, 141-147.
- M., Balázs, A note on the convergence of Steffensen's method. Anal. Numér. Théor. Approx. 10 (1981) no. 1, 5-10.
- M., Balázs, On convergent sequences of second order with respect to a mapping. Anal. Numér. Théor. Approx. 8 (1979) no. 2, 137-142.
- M., Balázs,  G., Goldner, On approximate solving by sequences the equations in Banach spaces. Anal. Numér. Théor. Approx. 8 (1979) no. 1, 27-31.
- M., Balázs, On the method of the chords and Steffensen's method in bounded regions in Banach spaces. Anal. Numér. Théor. Approx. 7 (1978)  no. 2, 135-139.
- M., Balázs, Anwendung des Steffensen-Verfahrens zur Lösung von Integralgleichungen. Anal. Numér. Théor. Approx. 6 (1977) no. 2, 113-116.
- M., Balázs, G., Goldner, On the approximative solving of the integral equations. Anal. Numér. Théor. Approx. 6 (1977) no. 1,  5-7.
- M., Balázs, On the divided differences, Rev. Anal. Numér. Théorie Approximation 3 (1974) no. 1, 5-9.
- M. Balázs, G. Goldner, Observații asupra diferențelor divizate și asupra metodei coardei, Rev. Anal. Numer.  Teoria Aproximației, 3 (1974) no. 1, 19-30.
- M., Balázs, G., Goldner, On existence of divided differences in linear spaces. Rev. Anal. Numér. Théorie Approximation 2 (1973), 5-9.